# Майами (округ, Индиана)
Майа́ми (англ. Miami County) — округ в штате Индиана, США. Официально образован в 1834 году. По состоянию на 2010 год, численность населения составляла 36 903 человека.

## География
По данным Бюро переписи США, общая площадь округа равняется 977,441 км2, из которых 968,247 км2 суша и 3,550 км2 или 0,940 % это водоёмы.

## Население
По данным переписи населения 2000 года в округе проживает 36 082 жителей в составе 13 716 домашних хозяйств и 9 806 семей. Плотность населения составляет 37,00 человек на км2. На территории округа насчитывается 15 299 жилых строений, при плотности застройки около 16,00-ти строений на км2. Расовый состав населения: белые — 93,69 %, афроамериканцы — 3,00 %, коренные американцы (индейцы) — 1,08 %, азиаты — 0,33 %, гавайцы — 0,02 %, представители других рас — 0,46 %, представители двух или более рас — 1,42 %. Испаноязычные составляли 1,32 % населения независимо от расы.
В составе 33,70 % из общего числа домашних хозяйств проживают дети в возрасте до 18 лет, 57,80 % домашних хозяйств представляют собой супружеские пары проживающие вместе, 9,80 % домашних хозяйств представляют собой одиноких женщин без супруга, 28,50 % домашних хозяйств не имеют отношения к семьям, 24,60 % домашних хозяйств состоят из одного человека, 10,10 % домашних хозяйств состоят из престарелых (65 лет и старше), проживающих в одиночестве. Средний размер домашнего хозяйства составляет 2,52 человека, и средний размер семьи 3,00 человека.
Возрастной состав округа: 25,90 % моложе 18 лет, 8,10 % от 18 до 24, 29,90 % от 25 до 44, 23,30 % от 45 до 64 и 23,30 % от 65 и старше. Средний возраст жителя округа 37 лет. На каждые 100 женщин приходится 103,10 мужчин. На каждые 100 женщин старше 18 лет приходится 102,00 мужчин.
Средний доход на домохозяйство в округе составлял 39 184 USD, на семью — 45 816 USD. Среднестатистический заработок мужчины был 34 595 USD против 21 311 USD для женщины. Доход на душу населения составлял 17 726 USD. Около 6,00 % семей и 8,00 % общего населения находились ниже черты бедности, в том числе — 10,90 % молодежи (тех, кому ещё не исполнилось 18 лет) и 5,40 % тех, кому было уже больше 65 лет.